# И Маде Манку Пастика
И Маде Манку Пастика (индон. I Made Mangku Pastika; род. 22 июня 1951, Патемон, Булеленг, Бали) — индонезийский государственный деятель. Губернатор Бали с 2008 по 2018 год. Комиссар полиции в отставке.

## Биография
Родился в 1951 году, в деревне Патемон, округа Булеленг. В 1974 году окончил Полицейскую академию Национальных вооружённых сил Индонезии. В 1975 году поступил на службу в Мобильный бригадный корпус в Богоре. Позже был назначен командиром взвода Мобильного корпуса Национальной полиции и отправлен в Восточный Тимор.
В 1977 году стал помощником министра обороны и безопасности генерала Марадена Пангабеана. В разное время работал начальником отдела крупных краж и начальником отдела по борьбе с имущественными преступлениями Следственного управления Национальной полиции Индонезии.
В 2008 году был избран губернатором Бали на 5 лет. В этот период подал в суд на газету «Bali Post», поскольку считал, что в ней предоставлены ложные новости об обычном деревенском конфликте, который произошел в округе Клунгкунг. На основании вердикта окружного суда Денпасара, Bali Post была признана виновной и приговорена к извинениям перед Манку Пастика, как губернатором Бали открыто в местных и национальных СМИ в течение семи дней подряд. В 2013 году он был переизбран на пост губернатора.